# Piper subalpinum
Piper subalpinum är en pepparväxtart som beskrevs av Truman George Yuncker. Piper subalpinum ingår i släktet Piper och familjen pepparväxter. Inga underarter finns listade i Catalogue of Life.